# Папиково
Папиково — деревня в Саянском районе Красноярского края. Входит в состав Унерского сельсовета.

## История
Основана в 1897 году. В 1926 году состояла из 115 хозяйств, основное население — русские. Центр Папиковского сельсовета Агинского района Канского округа Сибирского края.

## Население
| 1926 | 2010 |
| ---- | ---- |
| 626  | ↘121 |